# Пластиковая электроника
Под пластиковой или органической электроникой обычно понимают электронные компоненты, основой для создания которых являются полимеры, являющиеся полупроводниками в светодиодах и полностью замещающие кремний в микросхемах.

## История
В 2000 году Алану Макдиармиду из Пенсильванского университета, Алану Хигеру из Калифорнийского университета в Санта-Барбаре и Хидэки Сиракаве из Цукубского университета была присуждена Нобелевская премия по химии за то, что им впервые удалось превратить пластмассу в электрический проводник. Это открытие и результаты других исследований электрических свойств органических материалов открыли путь к новой электронике, основанной на органических материалах.
В 2004 году была создана пластмасса «Олиготрон» (Oligotron) американской компанией TDA Research по контракту с американским Национальным научным фондом. От прежних образчиков так называемой органической электроники новый материал отличается нерастворимостью в воде.
До «Олиготрона» лучшим выбором основы для разнообразной органической электроники, такой как органические светодиоды, был растворимый в воде Pedot (полиэтилендиокситиофен).
Позже Polymer Vision, «инкубатор технологий» Philips, изготовила дисплей с диагональю 5 дюймов и радиусом кривизны 2 см.
Параллельно с Philips и прочими ведущими компаниями исследованиями занимались молодые фирмы, среди которых Cambridge Display Technologies (CDT) и Plastic Logic — две научно-исследовательские компании, базирующиеся в Кавендишской лаборатории Кембриджского университета.
CDT сумела создать светодиоды, основанные на полиэлектролитах (PLED, которые являются подгруппой органических светодиодов OLED), которые могут быть нанесены на пригодную к формовке и даже гибкую основу, к примеру — листы ПЭТ.
Plastic Logic изначально специализировалась на использовании экзотических полимеров (полупроводников и проводников) и металлов в тонкопленочных транзисторах (TFT), что применяются в активных матричных соединительных платах, при помощи которых осуществляется контроль за дисплеями и выполняются прочие функции.
В настоящее время Plastic Logic является крупнейшей фирмой, производящей исследования в области развития пластиковой электроники и одна из немногих в мире компаний, разрабатывающая технологию полимерных соединительных плат.
Для создания пластиковой электроники применяется несколько различных типов полимеров, проводящих и полупроводящих. Plastic Logic пользуется услугами ряда поставщиков, в первую очередь Dow Chemical, которая производит полиэтилендиокси-тиофен/полистролсульфоновую кислоту (PDOT/PSS) и полидиоктилфтор-кобитиофен (F8T2).
Plastic Logic заключила соглашение о взаимном обмене лицензиями с фирмой Epson. Siemens создала совместное предприятие с печатной компанией Kurz. Несколько ведущих химических компаний также вовлечены в это движение.
В январе 2011 года компания Роснано инвестировала в компанию Plastic Logic $150 млн и был заключён договор о создании завода по производству пластиковой электроники нового поколения в Зеленограде.

## Недостатки
Органические материалы по многим параметрам уступают традиционным. Современные техпроцессы позволяют производить из кремния многослойные схемы чрезвычайно высокой концентрации (вплоть до технологических норм 18 нм). Высокое число свободных носителей в кремнии и их низкая эффективная масса (по сравнению с доступными полимерами) позволяют компонентам кремниевых микросхем работать на высоких частотах, вплоть до терагерца (в логических схемах). Ещё более высокие частоты достижимы при применении арсенида галлия.
Соединения в традиционных техпроцессах выполняются алюминием, медью и даже золотом, прекрасными проводниками электричества. Струйные технологии, применяемые в пластиковой электронике, сейчас предполагают применение полимерных соединений или металлосодержащих проводящих паст, заметно уступающих чистому металлу.
Представляется крайне сомнительным, что в обозримом будущем полимерные схемы достигнут характеристик, хоть сколько-нибудь сравнимых с кремниевыми (на вторую половину 2011 года самый быстродействующий пластиковый процессор имеет тактовую частоту в несколько килогерц, что в миллионы раз меньше типичной частоты кремниевых процессоров, а по общей производительности уступает кремниевым аналогам почти в миллиард раз).
Полимерные проводники также быстрее деградируют и менее устойчивы к действию ионизирующих излучений.

## Достоинства
Органические материалы, в свою очередь, легче, пластичнее, им проще придавать нужную форму. К тому же, органических материалов можно синтезировать бесконечное множество, заменяя в них отдельные блоки, легко создавая таким образом материалы с заранее заданными свойствами. В качестве иллюстрации можно привести полноцветные дисплеи на органических светодиодах, где зелёный цвет появился через несколько лет после демонстрации чёрно-жёлтого прототипа; проблема же эффективных неорганических зелёных светодиодов до сих пор так и не решена ввиду сложности формирования полупроводника с необходимой шириной запрещённой зоны. Важнейшим достоинством таких материалов является их низкая цена, в сравнении с кремниевыми аналогами.
Огромное преимущество пластиковой электроники заключается в том, что она может быть изготовлена прямым образом, используя автоматическое проектирование при очень высокой скорости производства. При этом процессе создаются гибкие поверхности большого размера, производимые при помощи струйной печати и не требующие применения сложной фотолитографии и вакуумных систем, которые необходимы для создания транзисторов на основе кристаллического кремния. Струйные технологии легко и дёшево перестраиваются (не нужно делать чрезвычайно дорогостоящий набор масок, как для кремния), что чрезвычайно выгодно для малосерийных (тиражом менее десятков тысяч) схем. В принципе, каждая схема может быть уникальной, что немыслимо для традиционной фотолитографии, используемой в «кремниевом» техпроцессе.
Низкие температуры технологических процессов позволяют использовать дешёвые подложки и наносить схемы на самый широкий спектр материалов.
Недостатки пластиковых полупроводников (как то — малое быстродействие схем на их основе) для многих применений просто несущественны, в то время как стоимость — решающий параметр. В качестве примеров подобных применений можно назвать RFID-метки, интеллектуальные датчики, «умная упаковка», электронная бумага и дисплеи и т. д.